# Pujada a la Rabassada
La Pujada a la Rabassada, anomenada històricament Cursa de la Rabassada (en castellà, Carrera en cuesta de La Rabassada), fou una pujada de muntanya internacional que es disputà entre 1922 i 1983, de manera discontínua, dins el terme municipal de Barcelona. Organitzada inicialment per la Penya Rhin i recuperada després de la guerra civil espanyola per la Penya Motorista Barcelona, la prova es disputava cap a l'octubre, hi participaven motocicletes i automòbils i discorria per un tram de vora cinc quilòmetres de la carretera de la Rabassada en direcció Sant Cugat del Vallès.
Juntament amb curses semblants, com ara la Pujada a Montserrat, la Pujada al Montseny o la Pujada a Sant Feliu de Codines, la de la Rabassada fou una de les més emblemàtiques de les que se celebraven a Catalunya i esdevingué un punt de trobada obligat per als aficionats als esports de motor. A més a més, la cursa fou puntuable per al Campionat d'Europa de muntanya en una única edició (la de 1931), categoria que només assolí des d'aleshores una altra pujada catalana, concretament la del Montseny.

## Característiques

### Recorregut
La cursa es disputava en un tram delimitat de l'antiga carretera de Gràcia a Manresa, la BP-1417, el sector de la qual comprès entre Barcelona i Sant Cugat del Vallès es coneix popularment com a «Carretera de la Rabassada». El tram en qüestió feia inicialment 4,9 quilòmetres, amb la sortida poc abans del km 2, al barri dels Penitents (vora l'actual cruïlla amb el carrer de Gutenberg) i l'arribada passat el km 7, a tocar de la cruïlla amb la carretera de Vista Rica (la BV-1418 que enllaça amb Vallvidrera passant pel Tibidabo) i a uns 200 metres de les ruïnes del Casino de l'Arrabassada. El desnivell total del trajecte era de 220,6 metres.
El 1962, el tram quedà reduït a 4,5 quilòmetres a causa d'unes obres que s'hi varen fer per a eliminar-ne les antigues vies del tramvia -que fins aleshores resseguien tota la carretera fins al Casino- i millorar el traçat de la carretera. Des d'aleshores, el tram de la cursa quedà delimitat pels punts quilomètrics 2,2 i 6,7. El 1975, però, en un nou mesurament es descobrí una errada per defecte de 300 metres, fet que posa en dubte la validesa dels rècords aconseguits entre 1962 i 1974.
Tot seguit, es detalla la longitud total dels dos diferents recorreguts de la cursa al llarg dels anys, amb el rècord absolut marcat en cadascun d'ells:
| Època       | Longitud | Rècord                                                |
| ----------- | -------- | ----------------------------------------------------- |
| 1922 - 1961 | 4,9 km   | Jaume Martínez (Porsche), 1961, 3'24"06 a 84,457 km/h |
| 1962 - 1983 | 4,5 km   | Joan Fernández (Lola-BMW), 1983, 2'10"75 a 124 km/h   |

### Traçat
Pel que fa al recorregut pròpiament dit, la pujada es caracteritzava pel seu traçat sinuós i revirat a conseqüència de la topografia de la serra de Collserola, per on s'enfila la carretera. Entre els molts revolts que calia negociar, n'hi havia de molt tècnics com els que hi ha pels voltants de la font "La Tenebrosa" (entre els km 4 i 5) i especialment el "revolt de La Paella" (poc abans del km 6), però també els de la Font del Bacallà, l'Hotel Sant Geroni o la benzinera. Un cop passat el revolt de la Paella i el mirador de la Rabassada, però, venia la zona més ràpida fins a arribar a la meta.
Joan Fernández, guanyador de quatre edicions de la prova, descrigué el recorregut així en una entrevista el 1983: 
«Penso que La Rabassada és una de les proves més boniques de l'especialitat de muntanya[…] El seu traçat no és tant ràpid com sembla perquè en realitat cal treballar sense parar. Només hi ha dues rectes pròpiament dites, totes dues abans i després de la "Font del Bacallà"[…] Després d'aquest lloc, la recta és molt llarga, però el pendent també és elevat. I abans, un tros de "límits", tres esquerres rapidíssims i molt compromesos[...]on és imprescindible una traçada perfecta i on cauen molts segons. La resta de la prova, revolts empalmats, "S" fetes amb ple recolzament, on és imprescindible aprofitar al màxim la carretera i en alguns casos sacrificar un revolt per tal d'abordar millor els següents. No és gens fàcil[...]i no perdona errors. Jo[...]distingiria tres punts vitals. D'una banda, els "límits" abans ressenyats. De l'altra les "S" que hi ha abans i després de la benzinera. I per acabar el dreta-esquerra després de la famosa "paella". Són aquests els llocs on es juga la cursa».
La cursa congregava milers d'espectadors als vorals de la carretera. No hi havia barreres ni proteccions, però el públic es col·locava als marges, enfilats a la falda de la muntanya. La zona més cotitzada per la seva espectacularitat era el revolt de la Paella, on els pilots podien lluir-se.

### Categories

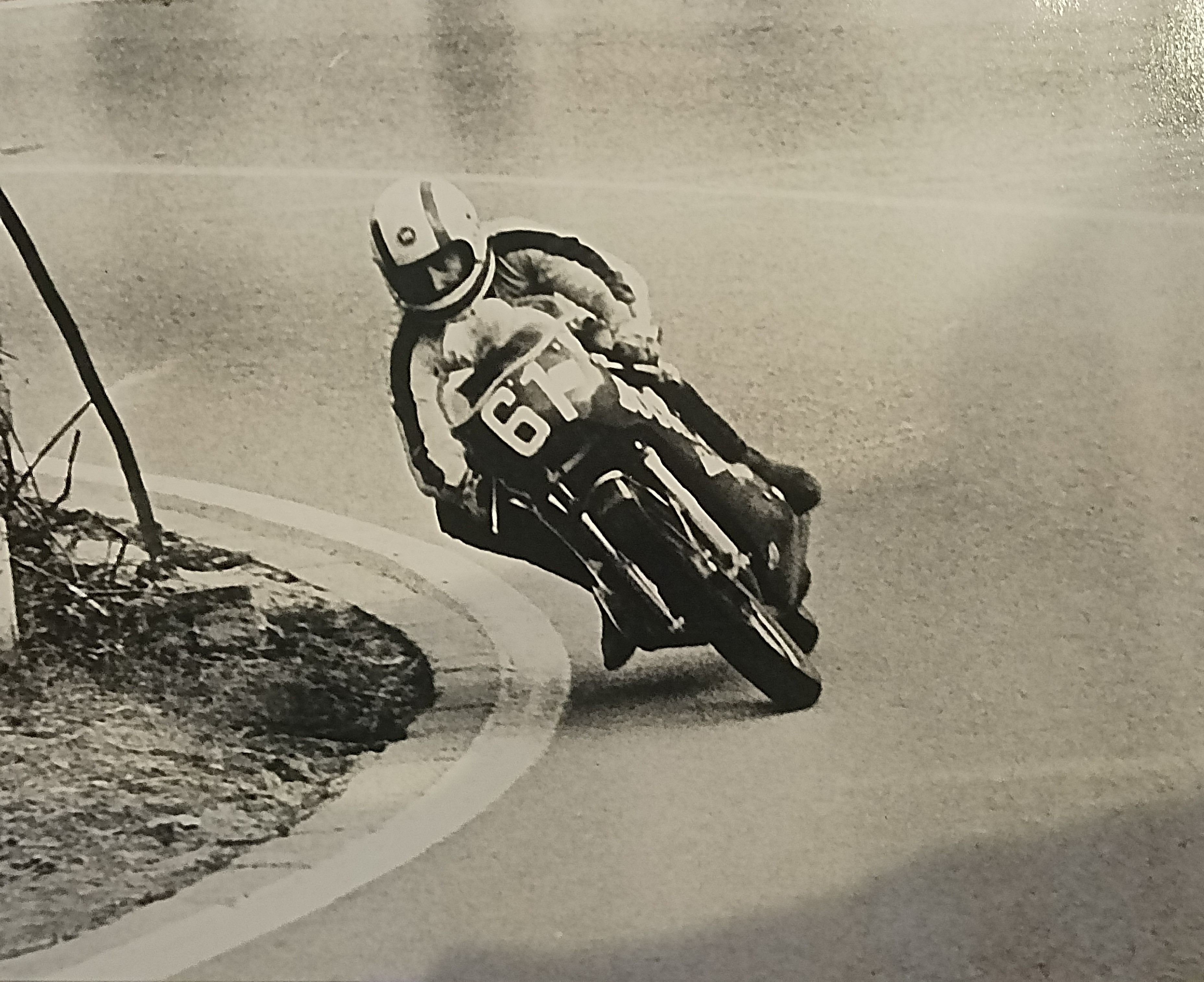
Jordi-Lluís Boquet durant la Pujada de 1974

La prova admetia inicialment quatre tipus de vehicles (motocicletes, sidecars, autocicles i automòbils), dividits cadascun en diverses categories en funció de la seva cilindrada i preparació: velomotors, "Turisme", "Sport", "Carrera", etc. Més tard, en funció de l'evolució tècnica dels diferents tipus de vehicle, se n'hi anaren afegint i eliminant d'altres (escúters, cotxes carrossats, etc.) Els autocicles hi van participar fins que aquesta mena de vehicles va desaparèixer en quedar desfasats (la darrera edició en què n'hi van córrer fou la de 1933).

## Entorn
La carretera de la Rabassada fou construïda entre 1868 i 1874. La via va connectar Barcelona amb el Vallès i va acostar el Tibidabo als barcelonins. Pels seus revolts hi han circulat tota mena de vehicles: tartanes, tramvies, autobusos de línia, cotxes i motos de competició, bicicletes, etc. Fins i tot va servir com a via d'escapatòria durant els bombardejos dels feixistes durant la guerra civil espanyola.

### Breu història de la carretera
A mitjan segle xix, Sant Cugat es dedicava gairebé en exclusiva al conreu de la vinya, per la qual cosa calia comptar amb comunicacions adients per tal de poder, d'una banda traginar el vi cap a Barcelona, i de l'altra portar tota mena de mercaderies cap a la vila. Per aquest motiu es varen construir diferents camins de ferradura que travessaven la serra de Collserola. Els més transitats eren el de la vall de Gausac i el que sortia del Sant Crist de Llaceres, que arribava a Gràcia per la riera d'en Malla.
Els pagesos, tips de traginar el vi amb muls fins a Barcelona, varen propiciar diferents intents de construcció de carreteres que unissin les viles de Gràcia i Sarrià amb Sant Cugat,
però tots els projectes eren rebutjats per les autoritats. Finalment, el 1868 es va aprovar la construcció d'un camí veïnal que travessava la serra de Collserola. Les obres s'iniciaren l'estiu d'aquell any i no acabaren fins al 1877, a causa de problemes de tota mena. Dins del Pla provincial de carreteres de la Diputació de Barcelona de 1878, desenvolupat per Melcior de Palau, es dona caràcter prioritari a la nova carretera de Gràcia a Manresa, aprofitant que ja existia el tram fins a Sant Cugat.

### El Casino
Un dels fets que més renom va donar a la Rabassada fou la construcció del Gran Hotel (1899) i la inauguració del Gran Casino de la Rabassada (1911), promoguts tots dos per l'antic alcalde de la vila de Gràcia Josep Sabadell (Sabadell ideà també la construcció d'un parc d'atraccions situat entre l'hotel i el casino). Per tal de facilitar-hi l'accés, els promotors projectaren una línia de tramvia que hi pugés per la carretera, la qual es va inaugurar el 1911 amb un recorregut que començava a l'actual carrer de Craywinckel i acabava a les portes del casino.
A causa de problemes polítics amb la legalització del joc, l'empresa hagué de tancar-ne les sales el 1912 i, malgrat que l'hotel i les atraccions continuaren funcionant, feu fallida el 1913. L'any següent es morí Josep Sabadell i començà la davallada definitiva, culminada el 1934 amb el cessament definitiu d'activitats.

### El tramvia
La línia de tramvia de la Rabassada fou la darrera de la zona alta inaugurada a Barcelona. El 19 de juny de 1911, uns combois comprats de segona mà a Marsella començaren a recórrer els set quilòmetres que separen l'actual plaça d'Alfonso Comín i el punt més alt de la carretera, on hi havia el casino, l'hotel i el parc d'atraccions. Durant la guerra, molta gent va fer servir aquest tramvia per a fugir dels bombardejos de Barcelona. A finals de 1938 la línia va deixar de funcionar, però la instal·lació no es va retirar fins a 1958.

## Història de la cursa

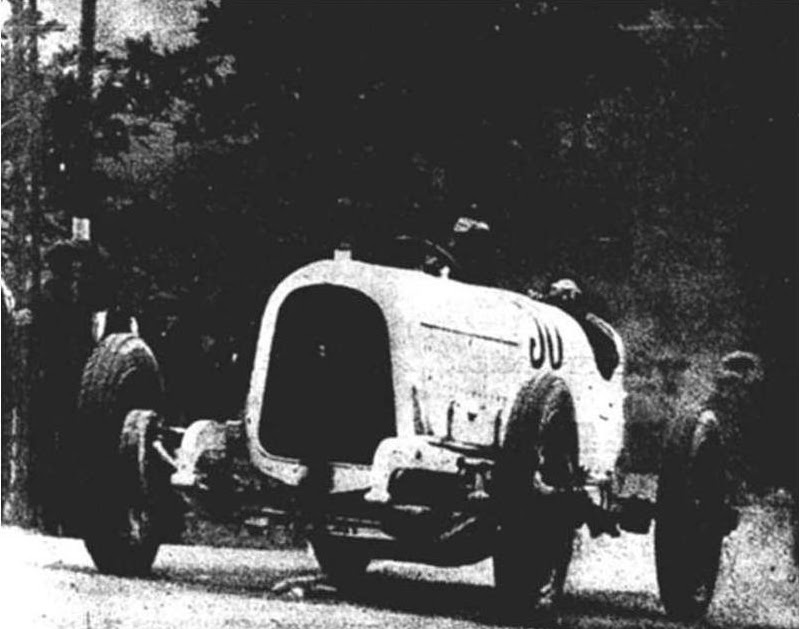
Un pilot i el seu copilot amb un Elizalde durant l'edició de 1923

La idea inicial de celebrar una cursa a la carretera de la Rabassada el 1922 fou de la Penya Rhin, entitat sorgida vuit anys enrere d'unes tertúlies esportives que se celebraven al bar del mateix nom, situat a la plaça de Catalunya. Aquell mateix any, 1922, la Mancomunitat de Catalunya havia dut a terme una millora important al paviment de la carretera, fins aleshores en molt mal estat, i la Penya va considerar que ara ja s'hi podien organitzar curses. Tot i així, bona part del traçat seguia cobert per terra i les vies del tramvia recorrien tota la carretera.
La primera edició de la cursa començà a dos quarts d'onze del matí del diumenge 11 de juny de 1922. A causa de la humitat de la carretera, alguns participants varen patir accidents de diversa consideració, però l'esdeveniment en conjunt fou un èxit que va encoratjar la Penya Rhin a seguir organitzant la cursa fins al 1933. El 1931, la prova aconseguí ser puntuable per al campionat d'Europa de muntanya (la resta d'edicions, ho acostumava a fer per als de Catalunya i d'Espanya).
Un cop acabada la guerra civil espanyola i superada la llarga etapa de postguerra, en què la misèria imperant impossibilitava organitzar aquesta mena de competicions (manca de benzina, vehicles poc adients, absència de diners...), la Penya Motorista Barcelona (PMB) prengué el relleu de la Penya Rhin al front de l'organització de la prova, inicialment de forma esporàdica (entre el 1949 i el 1962) i després ja amb periodicitat anual de 1965 a 1979. Cal dir que d'ençà de 1976, la cursa fou oberta només a motocicletes, a causa dels problemes de seguretat derivats de l'augment progressiu de potència dels cotxes de competició durant els darrers anys.

### La darrera edició
Passat el 1979, la PMB abandonà definitivament l'organització de la prova i quan semblava que ja no es tornaria a convocar, el 1983 es tornà a disputar per darrera vegada. L'artífex d'aquesta fugaç recuperació fou Jordi Viñas, aleshores president de la Federació Catalana d'Automobilisme (FCA), sota l'empara de la qual s'organitzà aquesta edició.
La darrera pujada (disputada el 27 de novembre de 1983), obtingué gran repercussió mediàtica, hi assistiren entre 25.0000 i 40.000 espectadors i comptà amb un cartell de luxe: entre els motociclistes hi destacaven Angel Nieto (Kobas 250), Ricardo Tormo (Bartol 250), Joan Garriga (Yamaha TZ250), Sito Pons (Kobas 250) -una de les poques proves que va disputar Pons fora de circuits tancats-, Carles Cardús (JJ Cobas 250), Luis Miguel Reyes (Arbizu 250) i Quique de Juan (Ducati 750). El resultat final en motos semblava un podi del Mundial de motociclisme: Cardús primer, Garriga segon i Pons tercer. D'altra banda, tant Cardús en motocicletes com Joan Fernández en cotxes establiren els respectius rècords definitius de la prova, el de Fernández l'absolut.

### Seqüeles
Un cop celebrada la pujada a la Rabassada de 1983, mai més no se n'ha tornat a organitzar cap altra per raons diverses, especialment a causa dels problemes administratius i les molèsties ocasionades als ciutadans pel tall de la carretera. Tot i així, durant anys la Rabassada, convertida ja en lloc de culte per als afeccionats al motor, es veié ocupada cada cap de setmana per desenes de motociclistes que hi pilotaven les seves motos al límit, enmig del trànsit obert. Aquesta pràctica esdevingué un problema de seguretat viària considerable, amb nombrosos accidents de circul·lació, fins que les autoritats hi posaren remei a còpia de vigilància policial i actuacions a la carretera per a dificultar-hi la conducció temerària.

### La Pujada Sant Cugat-Tibidabo
Cal no confondre la Pujada a la Rabassada clàssica, en sentit Gràcia-Tibidabo, amb una d'alternativa que s'organitzà esporàdicament d'ençà de 1928, anomenada inicialment Pujada Sant Cugat-Rabassada i, més tard, Sant Cugat-Tibidabo. Aquesta altra cursa es feia des del vessant invers, amb sortida a Sant Cugat i arribada al mateix punt que la clàssica, la cruïlla amb la carretera de Vista Rica. La Sant Cugat-Tibidabo fou instaurada també per la Penya Rhin, ja que el 1928 el tram barceloní de la carretera estava en obres, però més endavant altres entitats n'agafaren el relleu. En les seves darreres edicions l'organitzà la Penya Motorista 10 x Hora, fins que després de l'edició de 1989 es deixà de convocar.

## Efemèrides

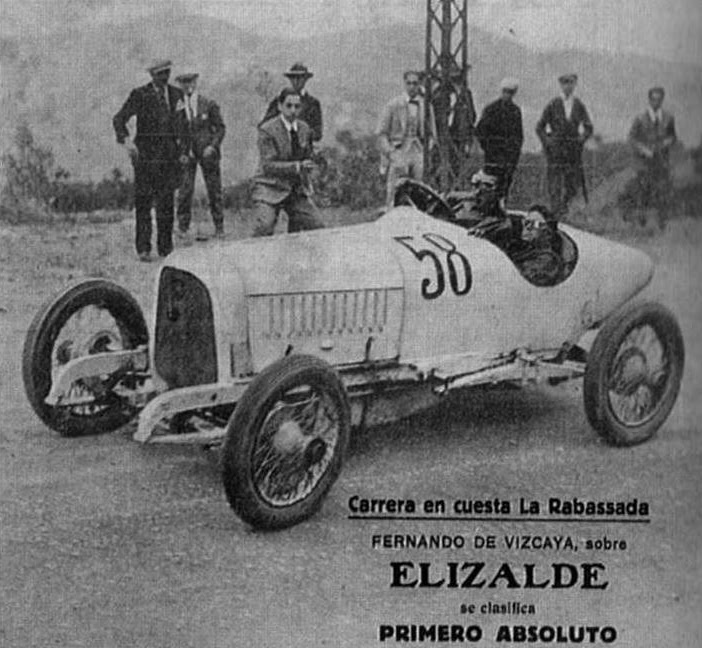
Fernando de Vizcaya i el seu copilot amb l'Elizalde el 1923, camí de la seva victòria a la II Pujada a la Rabassada

Al llarg de la seva història, la Pujada a la Rabassada fou un dels esdeveniments esportius més populars a Barcelona. A banda de l'espectacle en si, la cursa serví també de trampolí per als constructors de motocicletes i automòbils catalans (era habitual provar-hi els prototipus en desenvolupament o presentar-hi nous models) i fou l'escenari d'actuacions notables i efemèrides cèlebres. Entre aquestes darreres, cal recordar per exemple el debut en competició del Nacional Pescara (1930), l'any en què la cursa puntuà per al campionat europeu, saldat amb la victòria i nou rècord de Rudolf Caracciola a bord del seu Mercedes SSK (1931), el nou rècord d'Esteve Tort amb el Nacional Pescara (1933), el rècord de Celso Fernández amb el Pegaso (1954) o el rècord definitiu de Joan Fernández el 1983, amb el Lola-BMW.

### Protagonistes
Al llarg de les 34 edicions que es varen celebrar durant més de mig segle, per la Rabassada hi van córrer pilots de motociclisme i d'automobilisme de primer nivell, com ara Ricard Fargas, Fernando de Vizcaya, Celso Fernández, Fernando Aranda, Joan Fernández, Jorge de Bagration, Josep Maria Juncadella, Santi Herrero, Jacky Samaranch, Benjamí Grau, Josep Maria Mallol, Quique de Juan, Angel Nieto, Carles Cardús, Sito Pons, Joan Garriga i un llarg etcètera. D'entre tots ells, qui més victòries hi va aconseguir fou Fargas, "El rei de la muntanya", amb 6 en motocicletes (2 d'absolutes), per bé que una d'elles sota el pseudònim de "Conde".
Com a curiositat, Joan Fernández, un dels millors automobilistes que hi han corregut mai (quatre victòries en cotxes), va debutar a la prova com a motociclista: fou a mitjan dècada de 1950, quan formant part de l'equip oficial de Montesa va guanyar la cursa en la seva categoria. En aquella ocasió, però, fou desqualificat per portar un carburador més gran del permès i el triomf li correspongué a Lluís Sagnier.
Cal recordar també alguns motociclistes que, tot i no haver guanyat mai a La Rabassada, hi varen protagonitzar actuacions destacades en algun moment o altre: Joaquim Gali, Joan Bordons, Joan Parés, Alejandro Tejedo, Jaume Alguersuari, Jordi Boquet, Xavier Bover, Eduard Carol i Víctor Palomo entre d'altres.
Algunes fites
- Fernando de Vizcaya va guanyar cinc edicions seguides de la cursa. El 1925 va aconseguir els dos millors temps de la jornada, adjudicant-se la classificació absoluta i les de les categories "Carrera" i "Sport" al volant de dos Bugatti diferents. Un dels germans Maserati, que havia acudit a la prova aquell mateix any, va ser desqualificat per inscriure's en la categoria inferior a la que li corresponia.

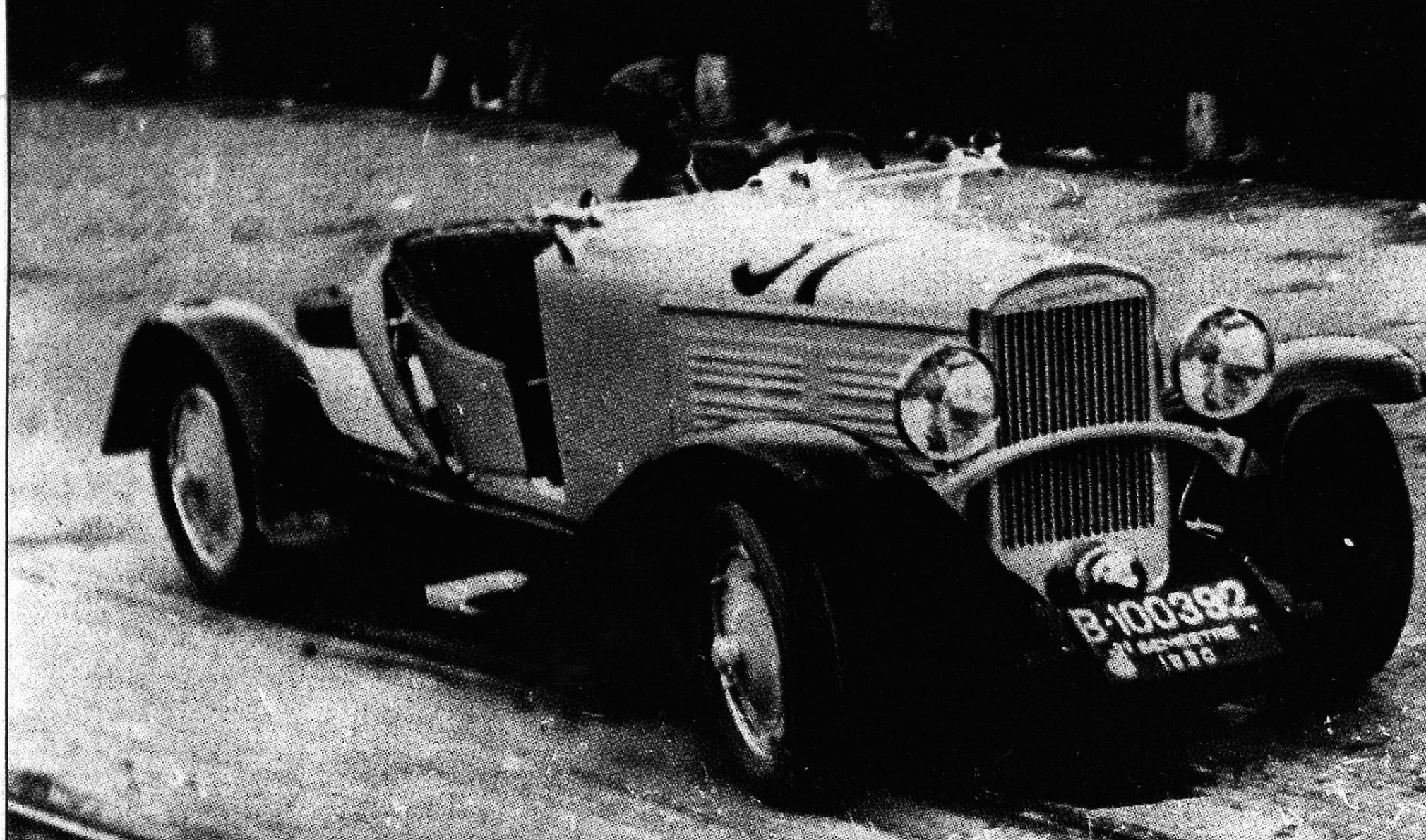
Enrique Pateras Pescara amb el Nacional Pescara a l'edició de 1930

- El 1930 va debutar a la prova el Nacional Pescara conduït per un dels constructors, Enrique Pateras Pescara, qui es va adjudicar el segon temps absolut i el millor de la categoria "Sport".[10] El 1931, quan la Rabassada puntuava per al Campionat d'Europa de muntanya, l'alemany Rudolf Caracciola va establir-hi un nou rècord en automòbils, tot i que seguit de ben a prop pels Nacional Pescara d'Esteve Tort i Joan Zanelli. El 1933 -darrera edició organitzada per la Penya Rhin-, Esteve Tort va batre el rècord de Caracciola.[10]
- Els anys 1949 i 1950 encara es competia amb cotxes vells, d'abans de la guerra. No fou fins al 1953, quan van competir els Pegaso, que es van començar a recuperar les mitjanes de velocitat. El 1954, per causes no aclarides, varen participar-hi molts pilots alemanys amb cotxes Cooper de Fórmula 3 -equipats amb motor de motocicleta de 500 cc-, els quals varen ocupar les cinc primeres posicions i varen millorar el rècord absolut de la prova. Tot i així, el nou rècord tornà a ser rebaixat l'any següent per Celso Fernández i el seu Pegaso.[10]
- Les obres de millora de la calçada dutes a terme a finals de la dècada de 1950 (amb l'eliminació de les vies del tramvia) i sobretot, el reasfaltat dels anys 1962-1963, varen permetre d'elevar sensiblement les velocitats mitjanes, fins que el 1967 Àlex Soler-Roig va poder superar els 100 km/h. Durant la dècada de 1970, la mitjana de Soler-Roig fou àmpliament superada.[10]

### Nomenclatura
Per bé que la cursa fou coneguda popularment al llarg dels anys com a "la pujada de la Rabassada", oficialment rebé diverses denominacions. Cal dir que inicialment se solia escriure en la seva forma catalana ("Cursa Rabassada" o similar), tant als cartells publicitaris de l'esdeveniment com a les cròniques dels diaris, però durant tot el franquisme -i més enllà- la forma oficial fou sempre en castellà: "Carrera en cuesta de la Rabassada".

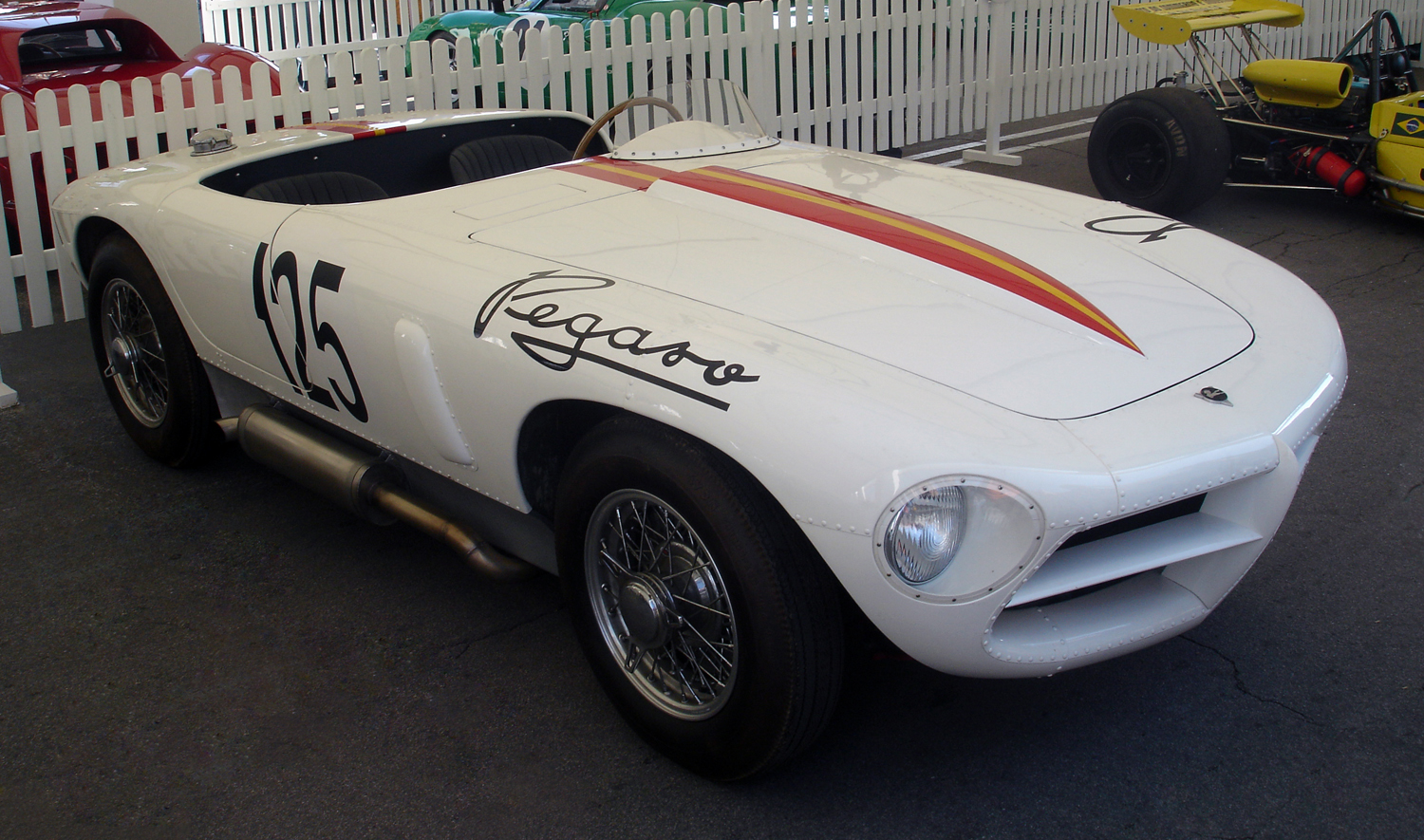
El Pegaso Z-102 Spider "Rabassada", model oficial de competició amb què Joaquín Palacio guanyà la Pujada de 1953

Tot seguit es detallen les diferents denominacions de la cursa que s'han trobat als documents coetanis, amb indicació del període en què fou vigent i respectant la llengua en què hi apareixen:
- Carrera de la Rabassada (1922)
- Cursa Rabassada (1923)
- Cursa de la Rabassada (1924-1927)
- Carrera en cuesta de la Rabassada (1929)
- Carrera internacional en cuesta de la Rabassada (1930)
- Cursa internacional de la Rabassada (1931)
- Cursa en pujada de la Rabassada (1933)
- Carrera en cuesta de la Rabassada (1949-1979)
- Pujada en costa de la Rabassada (1983)

## Palmarès
Font:
S'assenyalen amb negreta els guanyadors absoluts de cada edició.
| Edició | Any  | Data           | Motocicletes       | Motocicletes       | Motocicletes | Motocicletes | Automòbils                | Automòbils                 | Automòbils | Automòbils |
| Edició | Any  | Data           | Guanyador          | Moto               | Temps        | Km/h         | Guanyador                 | Cotxe                      | Temps      | Km/h       |
| ------ | ---- | -------------- | ------------------ | ------------------ | ------------ | ------------ | ------------------------- | -------------------------- | ---------- | ---------- |
| I      | 1922 | 11 de juny     | Star               | Indian 500         | 5'12"4       | 56,4         | P. de Satrústegui         | Bugatti 1.5                | 4'49"      | 63,3       |
| II     | 1923 | 17 de juny     | Zacarías Mateos    | HD 1000            | 4'43"9-10    | 62,33        | Fernando de Vizcaya       | Elizalde                   | 4'31"6     | 65,092     |
| III    | 1924 | 25 de maig     | Ignasi Macaya      | Indian 1000        | 4'44"1/10    | ?            | Fernando de Vizcaya       | Elizalde 3.5               | 4'27"7     | 65,895     |
| IV     | 1925 | 14 de juny     | Sprinter           | AJS 350            | 4'46"2/10    | 61,643       | Fernando de Vizcaya       | Bugatti 2.0                | 4'18"2     | 68,441     |
| V      | 1926 | 9 de maig      | Ignasi Macaya      | Norton 500         | 4'32"4/10    | 64,75        | Fernando de Vizcaya       | Bugatti 2.0                | 4'16"7     | 68,718     |
| VI     | 1927 | 15 de maig     | Relos              | AJS 350            | 4'17"56/100  | 68,571       | Fernando de Vizcaya       | Bugatti 2.0                | 4'06"7     | 71,713     |
| VII    | 1929 | 27 d'octubre   | Ignasi Faura       | Rudge 550          | 3'50"58/100  | 76,5         | Guillermo Oliveras        | Bugatti 2.0                | 3'58"02    | 74,1       |
| VIII   | 1930 | 13 de juliol   | Arxiduc Carles     | Norton 500         | 4'3"2-100    | 72,586       | Esteve Tort               | Alfa Romeo                 | 3'59"41    | 73,81      |
| IX     | 1931 | 17 de maig     | Fernando Aranda    | Rudge 500          | 3'42" 8/10   | 79,2         | Rudolf Caracciola         | MB SSK 7.1                 | 3'45"43    | 78,251     |
| X      | 1933 | 28 de maig     | Puente             | Rudge 350          | 4'00" 84/100 | 73,245       | Esteve Tort               | Nacional Pescara           | 3'42"96    | 78,22      |
| XI     | 1949 | 27 de novembre | Fernando Aranda ·  | Guzzi 500          | 3'39"61      | 80,327       | Paco Godia · Juan Ramírez | Fiat 1100 Nacional Pescara | 4'10"      | 70,56      |
| XII    | 1950 | 10 desembre    | Ernest Vidal       | Gilera 500         | 3'45"6-10    | 78,226       | Paco Godia                | Talbot                     | 4'19"05    | 67,976     |
| XIII   | 1953 | 17 de maig     | Joan Bertrand      | Montesa 125        | 3'54"        | 75,384       | Joaquín Palacio           | Pegaso Z102                | 3'48"      | 77,368     |
| XIV    | 1954 | 6 de juny      | José A. Elizalde   | Montesa 125        | 3'44"7-10    | 78,469       | Theo Helfrich             | Cooper F3                  | 3'39"2     | 77,681     |
| XV     | 1955 | 15 de maig     | Conde              | MV Agusta 175      | 4'14"12      | 69,416       | Celso Fernández           | Pegaso Z102                | 3'34"31    | 82,31      |
| XVI    | 1958 | 27 d'abril     | Sebastià Salvadó   | Guzzi 500          | 3'43"14      | 79,053       | Joan Jover                | Mercedes                   | 3'47"08    | 77,681     |
| XVII   | 1961 | 1 d'octubre    | Ricard Fargas      | Ducati 250         | 3'26"        | 83,883       | Jaume Martínez            | Porsche                    | 3'24"06    | 84,457     |
|        |      |                |                    |                    |              |              |                           |                            |            |            |
| XVIII  | 1962 | 17 de juny     | Ricard Fargas      | Ducati 250         | 3'20"55      | 86,163       | Félix Bruin               | Jaguar 3.4                 | 3'25"39    | 84,132     |
| XIX    | 1965 | 17 d'octubre   | Ricard Fargas      | Ducati 250         | 3'08"60      | 85,896       | Josep M. Juncadella       | Morris-Cooper 1.3          | 3'09"64    | ?          |
| XX     | 1966 | 30 d'octubre   | Luis Yglesias      | OSSA 250           | 3'06"86      | 86,63        | Joan Fernández            | Porsche Carrera 6          | 2'42"61    | 99,502     |
| XXI    | 1967 | 12 d'octubre   | Robert Blanch      | Montesa 250        | 3'00"49      | 89,755       | Àlex Soler Roig           | Porsche Carrera 6          | 2'36"98    | 103,859    |
| XXII   | 1968 | 20 d'octubre   | Ricard Fargas      | Ducati 350         | 2'54"32      | 92,932       | Ben Heiderich             | Porsche Carrera 6          | 2'44"93    | 98,233     |
| XXIII  | 1969 | 12 d'octubre   | Ricard Fargas      | Ducati             | 3'00"1       | 89,95        | Àlex Soler Roig           | Porsche 908                | 2'21"1     | 114,812    |
| XXIV   | 1970 | 18 d'octubre   | Quique De Juan     | Norton             | 2'59"91      | 90,045       | Jorge de Bagration        | Porsche 908                | 2'19"24    | 116,345    |
| XXV    | 1971 | 17 d'octubre   | Quique De Juan     | Bultaco 360        | 2'53"10      | 93,571       | Jorge de Bagration        | Porsche 908                | 2'22"06    | 114,036    |
| XXVI   | 1972 | 22 d'octubre   | Quique De Juan     | Norton 750         | 2'52"21      | 94,071       | Joan Fernández            | Porsche 908                | 2'25"28    | 111,508    |
| XXVII  | 1973 | 21 d'octubre   | Quique De Juan     | Norton             | 2'47"00      | 97,006       | Josep M. Juncadella       | Chevron B23 2.0            | 2'20"6     | ?          |
| XXVIII | 1974 | 20 d'octubre   | Josep Maria Mallol | Norton             | 2'46"00      | 97,9         | Joan Fernández            | Osella-BMW 2.0             | 2'22"2     | 114,084    |
| XXIX   | 1975 | 19 d'octubre   | Josep Maria Mallol | Ducati             | 2'50"4       | 95,07        | F. van der Hoeven         | Martini-SEAT F1800 1.8     | 2'27"      | ?          |
| XXX    | 1976 | 17 d'octubre   | Jacky Samaranch    | Yamaha TZ350       | 2'41"5       | 100,309      | -                         | -                          | -          | -          |
| XXXI   | 1977 | 16 d'octubre   | Benjamí Grau       | Yamaha             | 2'46"3       | 97,414       | -                         | -                          | -          | -          |
| XXXII  | 1978 | 5 de novembre  | Quique De Juan     | Yamaha             | 2'42"50      | 99,692       | -                         | -                          | -          | -          |
| XXXIII | 1979 | 14 d'octubre   | Xavier Alonso      | Montesa 414        | 3'05"80      | 87,755       | -                         | -                          | -          | -          |
| XXXIV  | 1983 | 27 de novembre | Carles Cardús      | JJ Cobas-Rotax 250 | 2'38"12      | 103,592      | Joan Fernández            | Lola-BMW                   | 2'10"75    | 124        |

Notes
1. 1 2  Velocitat mitjana
2. ↑  Ex aequo
3. ↑  XXX edició de les vàlides per a automòbils